# Bröderna Benzinis spektakulära cirkusshow
Bröderna Benzinis spektakulära cirkusshow är en historisk roman skriven av Sara Gruen. Boken skrev som en del av NaNoWriMo, National Novel Writing Month.. Den filmatiserade under namnet Water for Elephants. 

## Handling
Boken är skriven som en serie av minnen från Jacob Jankowski, en 93 år gammal man som bor på ett ålderdomshem.
När minnena börjar är Jacob 23 år gammal veterinär elev vid Cornell University. Han håller på att förbereda inför sin slutexamination när han får de förfärligt nyheterna att hans föräldrar har omkommit i en bilolycka. Jacobs far var veterinär och Jacob hade planerat att börja arbeta för hans företag efter examen, men då han får reda på att deras hus har sålts för att betala av hans undervisningsavgift efter föräldrarnas bortgång bryter Jacob ihop och lämnar universitetet precis innan examen. En natt hoppar Jacob på ett tåg, ett cirkuståg, som visar sig tillhöra bröderna benzinis spektakulära cirkusshow. På tåget möter han en gammal man och cirkusveteran vid namn Camel. Camel lyckas övertala de andra männen att inte slänga Jacob från tåget, och hjälper honom att få meningslösa jobb vid cirkusen. Men när ägaren av cirkusen, Al, får höra talas om Jacobs utbildning som veterinär blir han anställd för att ta hans om djuren. Detta leder till att Jacob får dela vagn meden dvärg vid namn Walter, som kallas Kinko vid cirkusen, och hans hund Queenie. Några veckor senare blir Jacob ombedd att se till Camel som efter att ha druckit för mycket hembränt varken kan röra sina ben eller armar. Då Jacob fruktar att detta kommer att resultera i att Camel blir avslängd från tåget då han inte längre kan utföra sitt arbete beslutar han sig för att gömma honom i sitt rum.
Hästdirektören, August, brutal man som är känd för att vanvårda och missköta djuren och personerna runt omkring honom, men han kan även vara charmerande samt generös. Jacob bygger ett försiktigt förhållande med honom och hans fru, Marlena, som Jacob blir förälskad i. August blir snabbt misstänksam mot deras förhållande och slår både Marlena och Jacob. Detta resulterar i att Marlena lämnar August och bor på ett hotell när hon inte framträder. Al berättar då för Jacob att August lider av schizofreni och hotar honom med att slänga både Camel och Walter från tåget om Jacob inte kan återförena dem som ett lyckligt par.
Ett par dagar senare, efter att ha upptäckt att August har försökt hälsa på Marlena, hälsar Jacob på henne på hennes hotell. De har sex tillsammans och erkänner båda två att de älskar den andra. Marlena återvänder snart till cirkusen för att framtida och för att träffa Jacob i hemlighet. Hon fortsätter dock att vägra träffa August vilket gör Al vansinnig. Hon upptäcker även att hon är gravid.
Några nätter senare hoppar Jacob från vagn till vagn på taket av tåget med en kniv mellan tänderna med avsikten att döda August. Han ångrar sig dock när han väl är framme och lämnar bara kniven på August kudde innan han återvänder till sin vagn. Där upptäcker han att endast Queenie är kvar och att både Camel och Walter har slängts av tåget, ett öde som även skulle ha gått honom till mötes om han stannat i vagnen.
Berättelsen når sitt klimax då ett flertal personer som har blivit avslängda från tåget återvänder och släpper djuren lösa. I kaoset som uppstår tar elefanter Rosie upp ett spjut och spetsar August i hjärtat. Hans kropp blir sedan nertrampad i kaoset, Jacob är den enda personen som såg vad som verkligen hände med honom. Al hittas senare med ett rep runt halsen, och cirkusen stängs ner efter händelserna. Jacob och Marlena tar med sig ett flertal djur från cirkusen, så som Rosie, Queenie och en del hästar, innan de slår sig ner i Chicago.
På ålderdomshemmet väntar Jacob på att ett av hans barn ska tamed honom till cirkusen. Det framgår att han och Marlena hade fem barn och att Marlena dog ett fåtal år innan Jacob hamnade på ålderdomshemmet. Efter att ha insett att ingen kommer för att hämta honom tar Jacob sig själv till cirkusen. Han träffar direktören Charlie och ber honom om lov att få stanna kvar och sälja biljetter efter cirkusen är över. Charlie går med på detta och Jacob tror att han slutligen har kommit hem.

## Karaktärer
- Jacob Jankowsk - bokens protagonist, en 93-årig man på ett ålderdomshem som minns sin tid på cirkusen under den stora depressionen.
- Marlena - protagonistens kärleksintresse. Hon rymde hemifrån för att uppträda på cirkusen och gifta sig med August. Hon älskar sina hästar och kommunicerar med dem på ett speciellt sätt.
- August - Marlenas man. Han är tränare för djuren och är brutal och våldsam. Senare i boken framkommer det att han är schizofren.
- Al - ägaren av cirkusen. Även han är våldsam och är känd för att slänga anställda av tåget.
- Walter/Kinko - en dvärg som Jacob delar vagn med. Deras förhållande är dåligt i början men utvecklas till en sann vänskap. Han låter endast sina vänner kalla honom Walter och är väldigt fäst vid sin hund Queenie.
- Camel - en av de första personerna som Jacob träffar på tåget. När han får "Jake-leg" av att ha druckit för mycket tvingas Jacob att gömma honom.